# West Somerset Railway

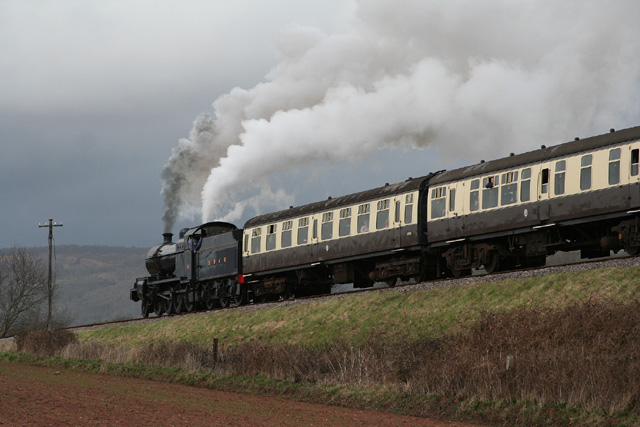
West Somerset Railway

West Somerset Railway – zabytkowa linia kolejowa w Wielkiej Brytanii, w hrabstwie Somerset, prowadząca z Bishops Lydeard do Minehead. Linia jest niezelektryfikowana, obsługiwana przez trakcję parową i spalinową. Jest najdłuższą zabytkową koleją turystyczną w Wielkiej Brytanii.

## Historia
W latach 50. i 60. XIX w. przedsiębiorstwo Bristol and Exeter Railway rozbudowywało sieć kolei na południe kraju przez co malało znaczenie takich portów jak Watchet czy Minehead. Postanowiono przy lokalnym poparciu wybudować odnogę linii z Taunton angażując Isambarda Kingdom Brunela. Inżynier był w tym czasie zajęty budową Royal Albert Bridge w Saltash i delegował swojego pomocnika i współpracownika Jamesa Burke. Decyzja o budowie zapadła w 1856. Budowa rozpoczęła się ze zwłoką spowodowaną trudnościami z wykupem ziemi. Linię budowano w dwóch etapach: z Taunton do Watchet, a następnie do Minehead. Budowę linii zakończono w 1874. Początkowo rozstaw toru wynosił 7 stóp, w 1882 zmieniono go do 1435 mm.
W 1882 zmieniono szeroki rozstaw torów do normalnego. W 1890 kolej została przejęta przez Great Western Railway, która, w miarę intensyfikacji ruchu wakacyjnego, rozbudowała i wydłużyła perony. Ostatnie poważne prace rozwojowe wykonano w latach 30. XX wieku, tworząc miejsca pracy podczas fali bezrobocia towarzyszącego wielkiemu kryzysowi. W 1948 linię znacjonalizowano i linia traciła na znaczeniu, przegrywając konkurencję z przedsiębiorstwami autobusowymi i samochodami. Niemniej to na lata 50. przypadł szczyt przewozów; w 1957 z kolei skorzystało 185 tys. pasażerów. Malał także ruch towarowy pomimo transportów surowców do papierni w Watchet. Nie pomogło też wybudowanie w Minehead wakacyjnego centrum rozrywki Butlin’s; linia znalazła się na liście do usunięcia w procesie restrukturyzacji kolei brytyjskiej znanym jako Beeching Axe. Linię zamknięto w styczniu 1971.
Przedłużanie procesu zamknięcia spowodowało zainteresowanie otwarciem linii jako przedsiębiorstwa prywatnego. Negocjacje trwały 5 lat, jednak na Wielkanoc 1976 otwarto odcinek między Minehead a Blue Anchor. Do 1979 uruchomiono kolej na odcinku od Minehead do Bishops Lydeard, wsi oddalonej o 4 km od stolicy hrabstwa Taunton. Zamysłem nowych właścicieli, West Somerset Railway była obsługa linii trakcją spalinową z kilkoma parowozami jako atrakcją turystyczną na całej trasie Taunton – Minehead. Na to nie zgodzili się lokalni kierowcy autobusów, którzy byli jednocześnie członkami związku zawodowego kolejarzy National Union of Railwaymen i nie dopuścili do doprowadzenia linii do głównej trasy.

## Stacje i przebieg
- Minehead Stacja czołowa, lokomotywy wracające są obracane na obrotnicy. Oryginalna obrotnica została zniszczona, obecną zainstalowano w 2008[2]. Początkowo trasa wiedzie przez Park Narodowy Exmoor.

- Dunster Po lewej widok na zabytkowy zamek, w obecnej formie zbudowany w 1868. Za wzgórzem zamkowym widoczny największy szczyt Exmoor Dunkery Hill. Między Minehead a następną stacją liczne umocnienia powstałe podczas II wojny światowej.

- Blue Anchor Mała przystań nad Kanałem Bristolskim. Po drugiej stronie kanału widoczne Brecon Beacons oraz dwie wyspy: Flat Holm i Steep Holm. Na stacji muzeum kolejowe. Pierwsza mijanka na trasie. Za stacją widoczny klasztor cysterski Cleeve Abbey[2].

- Washford Po lewej widoczne dwie wybitne wieże nadawcze wybudowane w 1933 i nadające programy na falach średnich[2].

- Watchet Stacja była głównym celem przewozów towarowych na trasie. Widok na niewielki port morski, zamknięty dla statków handlowych w 1993. Linia biegnie nad klifami w odległości do 3 m od brzegu, co spowodowane jest erozją. Po lewej widok na elektrownię atomową Hinkley Point[2].

- Doniford Halt Stacja wybudowana w 1988 do obsługi kempingu. Pociągi zatrzymują się na żądanie. W pobliżu zatoka Doniford Bay mająca status Site of Special Scientific Interest z powodu skamieniałości licznie występujących w zatoce. Po minięciu stacji trasa wkracza w pasmo Wzgórz Quantock. Po prawej wieś Sampford Brett[2].

- Williton
- Stogumber
- Crowcombe Heathfield
- Bishops Lydeard

## Zabezpieczenie linii
Na linii WSR w ramach systemu sterowania ruchem używa się systemu metalowych kluczy. Linia jest jednotorowa, podzielona na 4 sekcje z mijankami po drodze. Klucz wydawany jest obsłudze pociągu na jednej ze stacji lub mijanek i odbierany jest na następnej. Na stacji klucze są przechowywane w pudle sygnałowym. Usunięcie klucza zamyka dostęp do klucza dla danego odcinka na drugiej stacji, co oznacza, że zablokowany klucz nie może tam być wydany. Przy wydawaniu klucza automatycznie włącza się zezwolenie na jazdę na semaforze.